# Kabdebó Tamás
Kabdebó Tamás (Thomas Kabdebo) (Budapest, 1934. február 5. – Dublin, 2018. május 23.) magyar író, költő, műfordító, irodalomtörténész, kultúrtörténész.

## Kutatási területei
Magyar–ír, magyar–angol kapcsolatok, diplomáciatörténet, bölcsészettudományok.

## Életpályája
Erdélyi örmény nemesi Kápdebó család leszármazottja.
1952–1956-ig az Eötvös Loránd Tudományegyetem Bölcsészettudományi Karának magyar nyelv- és irodalom szakos hallgatója volt, részt vett az 1956-os forradalomban. A forradalom bukása után Nyugat-Európába emigrált. Először Angliában telepedett le, a walesi egyetemen 1960-ban történelemből, a londoni egyetemen 1965-ben könyvtártudományból szerzett oklevelet. 1970–71-ben a Just for all that (Georgetown) és a Poet (Madras) különszámait szerkesztette, ezek: British Poets (1969), Guyanese Poets (1971), Hungarian Love Poems (1974).
1961–62-ben Wales fővárosában, Cardiff Universitynél volt először könyvtáros, azután 1963–1969 között Anglia fővárosában, a Londoni University Collegeben. 1969–72 között a University of Guyana (Georgetown) alapító könyvtárosa volt. 1974–83-ig a Victoria University of Manchester John Rylands könyvtáranál társadalomtudomány szakkönyvtárosként működött. 1983-tól 2001-ig a Maynooth College egyetemi könyvtárát vezette. Élt Cardiffban, Guyanában és Manchesterben is, miután Írországban, Newcastle-ben, egy Dublin melletti településen élt élete végéig. Dolgozott könyvtárakban, egyetemeken, életének utolsó 17 évében már „csak” az irodalommal foglalkozott a Newcastle-i Danubius Könyvházában ami magyar kulturális vendéghely és központként szerepelt ír és külföldi látogatok részére.
Hazáját, anyanyelvét soha nem feledte, ezt bizonyítják magyar nyelven írt művei. Tartotta a kapcsolatot a kortárs magyar írókkal, igyekezett őket bemutatni a nyugat-európai irodalomszerető embereknek, ehhez hozzájárult magyar szépirodalmi művek angol nyelvű műfordításaival. Például József Attila, Illyés Gyula költeményeit (ez utóbbit Tábori Pállal) fordította angol nyelvre, s adta ki Londonban. A magyar irodalmi élet és köztudat Magyarország írországi irodalmi nagyköveteként tartotta számon.
Több kultúrában (magyar, angol, ír) teljesen otthon volt. A rendszerváltáshoz közeledve számos magyar történelmi, kulturális és irodalmi folyóirat közölte tanulmányait, esszéit, kritikáit, szépirodalmi írásait és műfordításait, köztük Századok, Nagyvilág, Hungarian Studies, Mozgó Világ, Liget : irodalmi és ökológiai folyóirat, Könyv, könyvtár, könyvtáros, Európai Utas, Irodalomismeret, Modern Filológiai Közlemények, Erdélyi Múzeum, Hitel, Látó, Tiszatáj.

## Szépírói munkásságáról
Elbeszélő műveiben személyes, vallomásos hangon számolt be a nagyvilágba kiszakadt, a nyugati féltekén barangoló magyar fiatalok kalandjairól, s nosztalgikus érzéssel idézte fel saját budapesti és bajai fiatalkori emlékeit. Elbeszélő hangjára jellemző volt az irónia.

## Művei (válogatás)

### Szépirodalmi művei magyarul
- Érettségi : regény. Róma, 1971
- Kétszívű : versek angolul és magyarul. London, 1973
- Magyar Odisszeuszok : elbeszélések. Róma, 1974
- Minden idők : regény. München, 1978
- Évelő : elbeszélések. Róma, 1980
- Az istenek : regény. Róma, 1983
- Írország két arca : útleírás. 1987
- Amonnan...: kisregények. Csokonai Kiadó, Debrecen, 1992
- Pezsdülés : a Danubius Danubia folyamregény középső szakasza. Budapest, 1995[9]
- A time for everything. In witness of the 1956 Hungarian revolution; angolra ford. Len Rix; Cardinal Press, Maynooth, 1996
- Thomas Kabdebo: Attila József. Can you take on this awesome life?; Argumentum–Cardinal Press, Bp.–Maynooth, 1997
- 33; Bajai Honpolgár Alapítvány, Baja, 1998
- Danubius Danubia. Folyamregény; Argumentum, Bp., 1998
- Történetesen 26. Ugyanennyi esztendő ki- be- és elbeszéléseiből; Belvárosi, Bp., 1999
- Thomas Kabdebo: Decent island; Cardinal Press, Maynooth, 2001
- Thomas Kabdebo: Ireland and Hungary. A study in parallels. With an Arthur Griffith bibliography; előszó Göncz Árpád; Four Courts Press, Dublin, 2001
- Rendes emberek szigete; CET Belvárosi, Bp., 2001
- Tízparancsolat; Shark Print, Kaposvár, 2001 (Editio plurilingua)
- Utazás a szívem körül; epl, Bp., 2002 (Editio plurilingua)
- Summa summarum. Kabdebó Tamás számozott versei. Numbered poems by Thomas Kabdebo; Argumentum, Bp., 2003
- Róma szolgáló leánya; Serdian, Bp., 2004 (h21 hungarus)
- Milyen színű éjjel a tenger?; Serdian, Bp., 2005 (h21 hungarus)
- Tariménes utazásai a múltban, a jelenben, a túlvilágon és Kabdebó Tamás novellafüzérében; Bajai Honpolgár Alapítvány, Baja, 2006
- Minden idők. Regény / Köpölyözés. Dráma 1956-ról; Mundus, Bp., 2006 (Mundus – új irodalom, 66.)
- Blackwell és a magyarok. Diplomata regény; Concord Media, Arad, 2007
- Életút; Argumentum, Bp., 2007
- Giorgione nyomában. Arad, 2009
- 75 : novellák, elbeszélések. Zalaegerszeg, 2009
- No Matter Where I Am, I See the Danube (Illustrated autobiography/önéletrajz. Dublin: Phaeton Publishing, 2011
- Dunaúszó; Argumentum, Bp., 2013
- Róma ír szemmel; ford. Permenter Gáti Klára; Concord Media Jelen, Arad, 2013 (Irodalmi jelen könyvek)
- Ír szerelem. Novellák, történetek; Magyar Napló, Bp., 2018

### Műfordításaiból
- Attila József Poems. Ed. by Thomas Kabdebo ; by Michael Beevor, et al. London, 1966
- Gyula Illyés: Selected poems. Ed. Thomas Kabdebo, Paul Tabori ; [transl. Gavin Ewart et al.] London, 1971
- A for Attila : An ABC of poems by Attila József = Attilával kezdjük : József Attila versek angol ABC-sorrendben. Budapest, 1994
- Chess in the afternoon / Olga Czilczer et al.; transl. by Bill Tinley a. Thomas Kabdebo. Maynooth, 1998
- Száz ír vers élő költőktől. Budapest, 2009

### Szerkesztéseiből
- Transylvanian folk ballads. München, 1982
- Tört álmok: Ír költők antológiája. 1988
- István Baka: Selected poems. [Newry] : Abbey Press, [2003]
- "de nem felelnek, úgy felelnek" A magyar líra a húszas-harmincas évek fordulóján Tamás Attila et al. Pécs, 2008

### Tanulmányaiból
- Blackwell küldetése. MTA Könyvtár, 1990
- A hal(l)ottakról jót vagy semmit. Tizenkét irodalmi esszé; Árgus, Székesfehérvár, 2003
- Tollas Tibor: Összegyűjtött versei és műfordításai. [Kabdebó Tamás tanulmányával]. Budapest, 2006

## Díjak, elismerések (válogatás)
- World Poetry Society Intercontinental díj (1969)
- International Poetry Award (Nemzetközi Költészeti Díj) (1971)
- Pro Patria Hungarica díj (1992)
- A Magyar Köztársasági Érdemrend középkeresztje (1995)
- Délvidék novellapályázata díj, Baja (1996)
- Füst Milán Fordítói Díj (1997)
- Nagy Imre-emlékplakett (1999)
- Huszadik Század US Kongresszus, Five Hundred Leaders of Influence díj (1999)
- Arany János-díj (1999)
- József Attila-díj (2001)
- Irodalmi Jelen, regény különdíj (2006)
- Péterfi Vilmos Irodalmi Díj (2006)
- Az Irodalmi Jelen Fordítói Díja (2012)
- Vár-díj (2012)
- Magyarország Babérkoszorúja díj (2017)

## Külső hivatkozások
- Irodalmi Jelen, Kabdebó Tamás
- Kabdebó Tamás felolvasó estje Szegeden, 2006 Archiválva 2007. december 24-i dátummal a Wayback Machine-ben